# Täle (Murrhardt)
Täle ist ein zum Murrhardter Stadtteil Kirchenkirnberg gehörender Weiler.

## Lage und Struktur
Täle liegt anderthalb Kilometer nordnordöstlich von Kirchenkirnberg im Tal des Glattenzainbachs am linken Bachufer. Es umfasst vier Wohnhäuser. Fast gegenüber liegt auf der rechten Bachseite der Wohnplatz Glattenzainbach der Gemeinde Fichtenberg, deren Hauptort etwa 3 km im Nordnordosten liegt. Nach Murrhardt in westnordwestlicher Richtung sind es etwa 8 km, nach der Stadt Gaildorf im Nordosten etwa 6 km (jeweils in Luftlinie).
Zu den Bundesautobahnen A 81 (Westen) und A 7 (Osten) sind es jeweils 30 km, die A 6 liegt 25 km im Norden.
Nordwestlich von Täle lag das Gehöft Spielwald, das im 20. Jahrhundert aufgegeben wurde.

## Geschichte
Täle wurde zwischen 1831 und 1835 benannt und war vorher ein Teil des Dorfs Kirchenkirnberg.
Täle gehörte vor der Gemeindereform 1971 als Weiler zur Gemeinde Kirchenkirnberg.

### Einwohnerentwicklung
- 1886: 50 Einwohner (davon 6 Katholiken)[2]